# エヴァン・ルーリー
エヴァン・ルーリー（Evan Lurie、1954年9月28日 - 、ミネソタ州ミネアポリス生まれ）は、アメリカの作曲家およびミュージシャンである。彼は兄のジョン・ルーリーとともに、ラウンジ・リザーズの結成メンバーであった。
彼は映画やテレビ番組の音楽を作曲した。そのうちのひとつ、子供向け番組『Sing×3♪ぼくら、バックヤーディガンズ!』では、すべてのエピソードごとに異なる音楽ジャンルを取り上げている。彼が音楽を書いた他の注目すべき作品には、映画『Joe Gould's Secret』（2000年）や、スティーヴ・ブシェミ監督・脚本・出演の映画『トゥリーズ・ラウンジ』（1996年）がある。ルーリーは別の「ニック・ジュニア・シリーズ」である『Hello!オズワルド』の作曲家でもある。

## ディスコグラフィ

### ソロ・アルバム
- Happy? Here? Now? (1985年, solo)
- 『ちょうちん』 - Pieces for Bandoneon (1987年)
- Selling Water by the Side of the River (1990年)
- 『ザ・東京ツアー』 - The Tokyo Tour (1990年) ※with E.J.ゴールド
- How I Spent My Vacation (1998年) ※グレッグ・コーエン、ベン・ペロウスキー、マーク・リボー、スティーヴン・バーンスタイン、ブライアン・キャロット、ジェーン・スカルパントーニ参加

## フィルモグラフィ
- Subway Riders (1981年)
- 『ドゥームド・ラブ／宿命乃恋（さだめのこひ）』 - Doomed Love (1983年)
- The Kitchen Presents Two Moon July (1986年 documentary)
- 『ちょうちん』 - Chôchin (1987年)
- Il piccolo diavolo (1988年)
- 『疵』 - Kizu (1988年)
- The Kill-Off (1989年)
- 『ジョニーの事情』 - Johnny Stecchino (1991年)
- Under Cover of Darkness (1992年)
- 『ロマンスに部屋貸します』 - The Night We Never Met (1993年)
- The Monster (1994年)
- The Salesman and Other Adventures (1995年) ※短編
- Layin' Low (1996年)
- Phinehas (1996年) ※短編
- 『トゥリーズ・ラウンジ』 - Trees Lounge (1996年)
- 『オフィスキラー』 - Office Killer (1997年)
- Inferno (1997年)
- Homo Heights (1998年)
- O.K. Garage (1998年)
- Side Streets (1998年)
- Joe Gould's Secret (2000年)
- 『ハッピー・アクシデント』 - Happy Accidents (2000年)
- Lisa Picard is Famous (2000年)
- Fear of Fiction (2000年)
- 『Hello!オズワルド』 - Oswald (2001年) ※テレビ・シリーズ
- The Whole Shebang (2001年)
- 『Sing×3♪ぼくら、バックヤーディガンズ!』 - The Backyardigans (2004年) ※テレビ・シリーズ
- 『リターン・トゥー・マイ・ラヴ』 - Lonesome Jim (2005年)
- Face Addict (2005年) ※ドキュメンタリー
- Interview (2007年)
- Jack Goes Boating (2010年)
- 『世界にひとつのプレイブック』 - Silver Linings Playbook (2012年) ※「Popeye's Clog」「Devil Tango」のみ
- 『ジャコメッティ 最後の肖像』 - Final Portrait (2017年)